# MZ-2000
MZ-2000（エムゼット にせん）はシャープが1982年に発売した8ビットパーソナルコンピュータである。基本設計が同様なマイナーチェンジモデルであるMZ-2200についても、本稿で記述する。

## MZ-2000

### 概要
MZ-80Bの後継機種
基本設計はMZ-80Bを踏襲したものになっており、BASIC使用時の動作においてはグラフィック仕様の差異や挙動が違うI/Oポートを操作する箇所以外は互換性が保たれたものになっている。
入力モードを示すLEDは削除され、入力モードはソフトウェア側でカーソル形状を変化させることでフィードバックされるようになった他、キーボードのキースイッチはストロークの深いしっかりしたもの物に変更された。
外観もカセットデッキ部分が縦になり、全体のフットプリントが小さくなっている。
また、本機はMZ-1200と共にオールインワン設計の最後の機種にもあたる。
テキストVRAMのバンク切り換えアドレス選択肢の減少、解像度の差異とカラー対応に伴うグラフィックスVRAMの容量やアドレス空間の変更、カセットデッキ、キーボードLEDの制御部分など、I/Oアドレスが同じにもかかわらず微妙に動作の違うポート等のハードウェア的な相違があるため、非常に似た機種でありながらBASIC以外の低レイヤー部分は互換性が高いとはいえなかった。
それらの互換性の理由もあり、MZ-80BはグラフィックRAMを標準装備したMZ-80B2として併売されていた。
MZ-80BをMZ-2000相当にするMZ-2000コンパチボード(SID-1001/1002)がマイコンショップ・セキグチより発売されていた。この製品では、外付けのボックス上にMZ-2000用のグラフィックボードを搭載することでカラー表示に対応していた。
クリーンコンピュータ
詳しくはクリーン設計を参照のこと。
MZ-80Bの同様、MZ-2000ではInitial Program LoaderのみがROMに書き込まれており、CMT、FD、特定のメモリからの起動をサポートする。
起動するシステムプログラムを自由に選択できる特徴から、BASICはシャープ純正だけでも複数、サードパーティーからもそれぞれ特徴を備えた製品が発売され、その他の言語やOSを含むシステムプログラムも多数発売された。
このソフトウェア的にフレキシブルであることをクリーン設計と称し、それを採用したコンピュータをカタログ上で、商品名として「クリーンコンピュータ」と表記した。
その機能上、差異が明確に現れることはないが、後述のMZ-2200のIPL-ROMでは表示する文字列や一部ルーチンに手が入っており、バイナリとしては違うものが実装されている他、カタログは「パーソナルコンピュータ」の商品名に戻されている。
事業部移行後の初期機種
事業部の統合により、1982年7月発売のMZ-1200と本機以降はMZの後ろに下二桁が00を持つシリーズ名に命名規則が変更された。
複数モデルが存在する機種ではその二桁はバリエーションに割り当てられた。
同時に周辺機器、ソフトウェアの類はシリーズ全体で種類ごとに連番が振られた体系だったものに変更されている。MZ-1200では周辺機器の命名規則は変更されていないため本機からの変更である。
信頼性の高い電磁メカカセットデッキの内蔵
MZ-80Bから引き続き本体に内蔵されたカセットデッキは、早送り・巻き戻し、頭出し、デッキオープンなどの操作がソフトウェアによって制御でき、読み書き自体もソフトウェア制御であるため、ボーレートの指定を書き換えることで更に高速な読み書きを行えるほどのマージンや信頼性があり、手動操作の煩雑さやリードエラーに悩まされた他社製品と比較しカセットテープでの運用に利便性があった。
書き込みこそシーケンシャルでしか行えないものの、前述の通り読み込みについては頭出しや巻き戻しがソフトウェア制御可能なことで、自動で任意のファイルを探しロードすることが可能になっていた。
反面、純正品のフロッピーディスクドライブは標準価格が高価に設定されていることもあり、同機種のフロッピーディスクへの対応を遅らせる一因となった。
そのような信頼性の高いカセットデッキではあったが、ピンチローラーの素材が経年劣化に弱く、ゴムが溶け出すなどの障害が見られた。
なお、MZ-2000の型番の2000はカセットデッキのボーレートからとられたものであり、同時期に発売された下位シリーズは、MZ-1200(1200ボーの手動式データレコーダを内蔵)と名づけられている。
電磁メカカセットデッキは、後にX1シリーズにもボーレートを2700ボーに高速化されて採用されている。
カラー出力が考慮された設計
サードパーティー製の周辺機器によりカラー表示を可能にした機種はあったものの、MZシリーズには純正のみの構成でカラー出力が可能な機種には存在しなかった。
MZ-80Bで320×200ドット、単色2プレーンだったグラフィック画面は、640×200ドット、単色3プレーンかカラー1プレーンを表示可能な仕様に強化された。
内蔵されているものが単色のグリーンディスプレイで、グラフィック表示はオプションのグラフィックボードの搭載を必要とし、カラー表示に至ってはさらに追加のグラフィックRAMを2プレーン分搭載し、カラーディスプレイを接続して初めて可能となる。カラー対応BASICもオプションであったことから、ソフトウェアはグラフィックを使うものであっても単色1プレーンのみ利用のものが多く、仕様としてはカラー出力対応にはなったもののカラー対応のソフトウェアが揃うようになるにはグラフィックRAMとカラー対応BASICを標準装備したMZ-2200の登場を待つことになった。
ただし、パレットや論理演算機能などといった、CPUの負担を軽くできる機能をディスプレイコントローラが持たないため、メモリ空間に割り当てたグラフィックスVRAMに対してCPUが全ての演算を行う必要があり、よく言えば素直、悪く言えば低機能な実装になっている。
テキスト画面については、全画面一括でテキストと背景色を8色から各々指定することができたが、カラー出力自体を担うチップがグラフィックVRAMの1ページ目の基板に搭載されているため、単体でのカラー出力はテキストのみの場合を含めできない。
またグリーンディスプレイでは反転表示がサポートされるが、カラーディスプレイでは無視される。
2画面分のVRAMを搭載できるわけではないためマルチディスプレイは不可能であるものの、出力内容はプレーンごとに指定が可能であるため、カラーCRTにカラーグラフィックスを表示し、グリーンディスプレイにはテキストによってルーペ機能相当の表示を行うソフトウェアなど、数は少ないもののカラーCRTとグリーンディスプレイでは表示内容が異なるソフトウェアも幾つか存在する。
その他
オプション機器を接続するためのインターフェイスボードを挿す拡張I/OポートはMZ-2000でもそれ自体がオプションで、MZ-80Bの6スロットから4スロットになった。プリンタインターフェイスボードとFDDインターフェイスボードは電気的仕様は同じであるもののボードサイズの違いから差し込む位置が固定されており、実質自由に使用できるのは2スロットである。また、MZ-700と共用になり、サイズが変更された後期のFDDインターフェイスは専用スロットでは幅が小さくきちんと固定できない。
FDDインターフェイスは、従来機種の影響を受け負論理のFDC(MB8876、同社のX1シリーズでは正論理のMB8877を使用)を利用しているため、FDDに記録されるデータが反転した実装になっており、従来機からFDD(MZ80BF、ハード的には40x2トラックまで使えたが35トラックにストッパが取り付けられていた、後継のMZ-1F07では元から80トラック)としての仕様は70トラックであるため、市販ソフトもそれに従ったフォーマットになっている。システム自体は80トラックでも利用できるようになっており、フォーマッタが許せば80トラックを利用可能にはなっていた。
そのためユーザーベースでは2D標準である80トラックが利用可能なパッチや改造があったほか、純正ドライブで84トラックまで使うオーバートラック仕様のユーティリティも存在した。ただし、オーバートラックは2Dドライブとしての仕様外であるため、互換品などではヘッドが引っかかってしまうなど故障の原因にもなった。
全回路図を含めた詳細なマニュアルが添付されたほか、MZ-80シリーズで好評だった挿し絵の豊富なBASICのテキストも幾つかの修正、改訂を受け添付された。ただし、MZ-2000の仕様に含まれない命令や操作もそのまま掲載されていた。
キャラクタジェネレータに内蔵されたフォントはMZ-80B由来の物で、単色画面での作表には便利であるものの他のシリーズや他社機種にない反転したANK文字が定義されているため、実質的なキャラクタ数は少ない。その他、トランプのスート（絵柄マーク）をキャラクタ文字で表示させることができたので、トランプゲームなどの制作に重宝した。

### ハードウェア仕様
- CPU

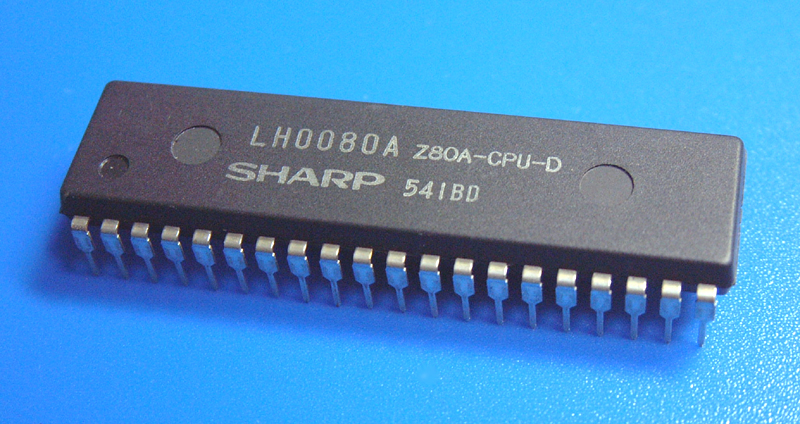
SHARP LH0080A(Z80A)

  - LH0080A (4MHz, シャープ製)
  - Z80Aのセカンドソース
- ROM
  - 2KB BOOT ROM(イニシャルプログラムローダ)
本体の電源を入れるとデータレコーダの蓋が開きディスプレイに「Make Ready CMT」と表示し、プログラムカセットを入れるよう促す。システムプログラムの入ったカセットが入っている場合、並びにセットした場合は自動的に読み込みを行い、システムの処理を移す。フロッピーインターフェイスが接続されている場合は、起動メニューにブートの選択肢として追加され、「Make Ready FD」とメッセージは変わる。この場合、認識、並びに起動はFDDが優先される。IPLはバンク切り替えにより実現しており、起動時にはメモリ先頭よりマッピングされ、フロッピーディスク、カセットテープからの起動をサポートするが、起動メニューに表示されない機能として、/を押しながら起動することで拡張スロット内のメモリからの起動を行うことも可能であった。この機能は純正品ではSRAMカード、QDからのブートに利用されている。読み込みは$8000からのRAM空間へ行われ、ローディング完了時に先頭領域へブロック転送を行っているため、初期システムのサイズは32KBに限定される。そのため、それ以上の容量を読み込む事が必要な場合は多段ブートの構造を取る必要があった。
  - 2KB CG-ROM(キャラクタジェネレータ)
  - 直接入力ができないコントロールコードも含むテキスト画面に表示するドットパターンが格納されている。改造として入れ替えたりプログラマブルにしているものも居た。
- RAM
  - メイン 64KB 標準
システム自体もここにロードされるため、言語を利用した場合全ての空間がユーザーエリアになるわけではない。また、空間のうち、$C000以降はグラフィックス、$D000以降はテキストVRAMのウィンドウにバンク切り替えで割り当てられるため、配置には工夫が必要である。ディスクBASICでは、FDDのサポートルーチンが含まれるなどしているため、標準BASICでギリギリの大きさの場合にはメモリ不足に陥るなどのケースもある。
  - キャラクタ用 VRAM 2KB
アトリビュートなどは無く、I/Oポートにより、8色中1色で全体の色を指定可能。
  - グラフィック用 VRAM オプション。最大48KB。
グラフィックスをサポートする回路は1ページ目に含まれ、残りの分のソケットに対し、DIPタイプのRAMを差し込む形で増設する。
- 表示能力
  - キャラクタ

8×8ドットマトリクス、1000文字（40桁×25行）/ 2000文字（80桁×25行）、2モードソフト切換。
MZ-1R01を増設してある場合、カラーディスプレイに対し、画面の背景色並びに、画面全体の文字色を各々1色選択することが可能。
  - グラフィック。

MZ-2000では全てオプションであり、ベースとなる一枚目に対して、残りのプレーンはRAMを差し込むことで増設される。
詳細はMZ-2200の項を参照のこと。
- キーボード
  - ASCII準拠メインキーボード
ALPS製メカニカルスイッチが採用された、入力しやすく精度の高いキーボードである。
- インターフェイス

カラーCRTインタフェース×1（要MZ-1R01）
- サウンド出力 400mW最大

PWM出力で該当I/OポートのHとLがスピーカー出力のH、Lに相当し、ソフトウェア的に音量を調整する機能を持たない。全体の音量は、背面の「音声ボリウム」によってハードウェア的に音量を無段階調整する。他機種のBeepがポート制御によって「鳴る」のに対しこの機種では状態を制御するため、特定の周波数に限らず「鳴らしっぱなし」の状態をハードウェアで作ることができない。タイマ割り込みを持たず出力はCPUからの直接制御であるため、他の演算処理をしながら同時にサウンドを鳴らすことはハードウェア的には不可能である。出力ポートも1ポートとなるが、ソフトウェア的に音程の精度を犠牲にし、クロック数によるウェイト計算と時分割処理により三重和音、エンベロープ、ビブラートを実装している物や、PWM変調や、1ビットサンプリングによる音声合成をするソフトウェアが存在する。BGMとしての利用を行う場合は、各々の処理の合間に発声モジュールを呼び擬似的に処理することになる。
- 外形寸法 幅440mm×奥行490mm（拡張ユニット装着時565mm）×高さ262mm
- 重量 約13kg

標準価格 218,000円

### 標準添付品

#### システムソフトウエア
- BASICインタープリタ (MZ-1Z001)

PET由来の命令体系を持つBASICインタープリタ。
他機種のBASICインタープリタに対し予約語が少ない傾向にあるものの、変数領域が動的に処理されるためガベージコレクション等もなく、テキスト表示はその単純な構造から高速であった。
基本的にはMZ-80BのBASICを引き継いでおり、命令語に対する引数などグラフィックスの扱いに色のパラメータは無く、カラーで取り扱うのには、書き込み先のプレーンを指定する必要があった。

#### マニュアル
- BASIC/MONITOR MANUAL

主に標準添付のBASICのコマンドをカテゴリー別に解説したマニュアル。
- OWNER'S MANUAL

MZ-2000の回路図、Z80のインストラクションコード表などを掲載したマニュアル。
BASICと、オーナーズマニュアルの表紙はキーボードが凹凸で描かれエンボス加工された装丁になっている。
- BASICテキスト

BASICをわかりやすく解説したテキスト。MZ-80シリーズで添付され、初心者にもわかりやすく好評だったため、MZ-2000でも添付された。

#### その他
- APPLICATONS カセットテープ

## MZ-2200

### 概要
1983年7月17日発売。
MZ-2000との完全な互換性。
時期並びに標準実装された機能からすればカラー出力を標準でサポートし、拡張スロットを製品に含むため、機能的にはMZ-2000の上位後継機種にあたる。
後述のとおりオールインワン設計から、MZ-700や当時の他社製品のように本体機能を切り離した構造になったため、MZ-2000に含まれないハードウェアは、拡張によって「同じ機能のものが接続さえされていれば」同じ挙動を示すようになっている。
従って、MZ-2200専用ソフトウェアは、グラフィックス周りのオプションとカラーCRT、並びにカラーBASICを用意すれば、MZ-2000でも動作することになる。
構造こそ異なるものの、ソフトウェアから見た場合は同じ機種として見える程コンピュータとしては同じ機種であり、同じパーツや設計が流用されている部分も多々ある。
標準ディスプレイがグリーンディスプレイでグラフィックスとカラー表示がオプションだったこともあり、カラー対応ソフトウェアの少なかったMZ-2000にとっても、BASIC、ハードウェア共に標準でカラーグラフィックスの使えるMZ-2200の登場はカラー出力対応ソフトの増加を促す形になった。それに加え、上記のような互換性も手伝ってカラー対応のMZ-2200用ソフトウェアでも、グリーンディスプレイで使用するものが用意されることも少なくなかった。
多くをCPUが直接制御する形になっており、素直な構造である反面、多機能な周辺チップなどを配した同クラスの競合製品に対し、MZ-2500まで据え置きになってしまった機能は結果的にシェアの減少と弱体化を招いた。
コンポタイプMZ
MZ-2000は一体型であったが、MZ-2200はパソコン本体とディスプレイ・データレコーダを分離し、補助記憶装置と共に自由に組み合わせることができるようになった。カタログのキャッチフレーズは、「いま発展的コンポ思想を、MZに」。一体型モデルであるMZ-2000をリファインした製品であるため、グリーンCRTとCMTがあった部分が平面になっており、元からコンポーネントタイプの設計の機種と比較し、フットプリントは大きなものとなっている。
また、実際には上にCRTを設置して運用しているケースもあったものの、筐体には天板に物を置いた場合に支える骨格に当たる部分がなく、天板の奥の部分は廃熱口になっており、直接上部に設置することを想定した設計にはなっていない。
カタログでも、CRTは分離して設置されており、サイズが妥当な専用ディスプレイも発売されていない。
FDDの利用に必要な拡張ユニットを標準添付し、拡張性は向上している。データレコーダ、CRTの利用はインターフェイスを持っているため、必ずしも拡張ユニットの接続は必要ない。FDDコントローラには、富士通のMB8876が使用されている。
ディスプレイが外付けになったことにより、電源容量には余裕ができ、標準添付の拡張ユニットは補助電源が省略されコンパクトになった他、グラフィックメモリのリフレッシュ動作や、IPL-ROMのバイナリなども、MZ-2000からの変更点である。
背面にあったIPL、リセットボタン、ボリュームについては、前面のポケットに移動され、操作をしやすくなっている他、ボリュームがスライド式のものに変更されている。通電を示すLEDもここに配置されている。

### ハードウェア仕様
基本仕様はMZ-2000と同じである。3つのカスタムチップはMZ-2200のためのもの。
- カスタムチップ LZ90D01[3]

CRTコントローラ(同期信号、ブランキング信号などを出力し、キャラクタVRAMのコントロールを行う)
- カスタムチップ LZ90D02[3]

メモリコントローラ(WAIT信号、割り込みコントロール、I/Oアドレスデコードを行う)
- カスタムチップ LZ90D03[3]

グラフィックメモリコントローラ(LZ90D01からの信号を元に、グラフィックメモリの制御、RGBビデオ信号を出力)
以下に相違点のみ記載する。
- 表示能力

MZ-2000でオプションだったグラフィックスメモリは標準で内蔵され、CRTの追加のみでカラーグラフィックスを表示可能になった。
MZ-2000でも相当するオプションの装備によって下記の仕様になる。
グリーンディスプレイ使用時 - 3画面（各640×200ドット）、ページ1・2・3およびキャラクタとの混在可能。
カラーディスプレイ使用時 - 8色1画面（640×200ドット）、ドット単位に8色指定可能、キャラクタとの混在可能。
MZ-80Bとの互換性のためBASICには320×200ドットとして扱うモードがソフトウェア的に用意されている。
- インターフェイス

カラーCRTインタフェース×1
モノクロCRTインタフェース×1
CMTインタフェース（MZ-1T02専用）
- サウンド出力 250mW最大
- 外形寸法 幅440mm×奥行490mm(拡張ユニット装着時562mm)×高さ118mm
- 重量 約7kg（拡張ユニット装着時 約8.5kg）

標準価格 128,000円

### 標準添付品

#### システムソフトウエア
- BASICインタープリタ (MZ-1Z001)
- カラーBASICインタープリタ (MZ-1Z002)

標準添付のBASICがテープベースなことはMZ-2000と同じであるが、カラーグラフィック命令が強化されたカラーBASICが標準添付されるようになった。

#### マニュアル
異なる部分以外は、MZ-2000の添付品と同様である。MZ-1Z002のマニュアルが増えている。
- BASIC/MONITOR MANUAL
- OWNER'S MANUAL
- BASICテキスト

#### その他
- APPLICATONS カセットテープ
- 拡張ユニット

MZ-2000ではオプションであった拡張スロットは標準添付になった。回路としては同等であるが、拡張ボード用の補助電源が省略されているため寸法は小さくなっている。データレコーダやCRT等は別途インターフェイスが用意されているため必ずしも設置の必要は無い。

## ソフトウェアによる実装
近年のコンピュータの高速化によって、ソフトウェアでMZ-2000/2200相当の動作を実現するプログラムが作られるようになった。
主にLinuxでは、粕川雄也によるemz2000、Windows用では匿名で、ソフトウェア名称と同じEMUZ-2000を名乗る者が作成した、EMUZ-2000が存在する。
- emz2000

ライセンスフリーとなっており免責の文言はあるものの、改変、利用は自由として公開されている。福井利夫によってFDDパッチが作られた。
X11で動作するように、gtk+ の Ver 1.2.xとpthreadを用いて書かれたプラットホームにLinuxを前提として作られたエミュレータ。
- EMUZ-2000

Windows上で動作するMZ-80B/2000/2200エミュレータ。
最終Versionは0.470で、2005年2月27日にリリースされている。
現在公式のページは放置された状況にあり、掲示板も実質利用されていない。
基本的にはバイナリのみでの配布であるが、仕様が公開されたプラグイン形式で拡張ボードなどを追加実装することが可能な構造になっている他、テスト用のモニタも同時に頒布されている。
Version0.400候補版のみ一時的にソースコードが公開されていた。
- emz2000/EmuZ-2000 TF-EDITION

オリジナルである二つのエミュレータは既に放置され、開発は停止状態であったが、emz-2000はオープンソースであり、EmuZ-2000は0.400候補のソースコードが公開されていたのを受け、福井利夫によって双方のソースコードをマージし、整理したものをベースに作成されたのがこのソフトウェアである。
オリジナルの表記を受け、Linux版をemz2000 TF-EDITION、Windows版はEmuZ-2000 TF-EDITIONの名称でリリースしていた。
現在は http://fukui.s17.xrea.com/retro/mz2000/emulator.html/ にて公開されている。
(sourceforge.jpはOSS互換ライセンス以外使用してはいけないので、あのURLは忘れてください)
公式で頒布していた本体＋プラグインでサポートしているハードウェアは以下のとおり。
本体 SHARP MZ-80B(海外仕様を含む)/80B2/2000/2200
カラーモニタ / グリーンモニタ
MZ-8BG、8BGK MZ-80B G-RAM 1,2
MZ-80BK MZ-80B 拡張I/Oボックス
MZ-1R01、MZ-1R02x2 MZ-2000 G-RAM 1〜3
MZ-1U01 MZ-2000 拡張I/Oボックス
MZ-1T02 MZ-2200 データレコーダ
MZ-1E05/8BFI+MZ-1F07/80BF等 フロッピーディスクドライブ
MZ-1E08/1E04/8BP5I/PIO-3050+プリンタ (プラグイン)
MZ-1E18+MZ-1F11 クイックディスクドライブ (プラグイン)
MZ-1E24/8BIO3 RS-232C シリアルI/F、ファイル入出力版のみ (プラグイン)
MZ-1R12/PIO-3030 S-RAMメモリボード (プラグイン)
MZ-1R13/PIO-3055/3055-01 漢字ROMボード (プラグイン)
I-O DATA PIO-3034 EMMメモリボード (プラグイン)
- EmuZ-2200

武田俊也により実装されたMZ-2000/2200エミュレータ。
Common Source Code Projectに含まれるエミュレータの一つ。
名称の重複を避けるため、EmuZ-2200の名称となった。
特徴として、16ビットボードキット、MZ-1M01に対応していることが挙げられる。

## 周辺機器

### シャープ純正

#### ディスプレイ
- 12型グリーンディスプレイ (MZ-1D12)

2000文字表示のグリーンディスプレイ。標準価格32,000円。
- 14型カラーディスプレイ (MZ-1D15)

2000文字、8色表示のカラーディスプレイ。標準価格72,000円。
- 14型TVモニタ (MZ-1D09)

チューナー付きのカラーディスプレイテレビ。標準価格110,000円
- RFコンバータ (MZ-1X08)

家庭用カラーテレビをカラーディスプレイとして使用するためのコンバータ。

#### 補助記憶装置
- データレコーダ (MZ-1T02)

市販のオーディオ用カセットテープをメディアとして使用。データレコーダの操作ボタンによるほか、MZ-2200からコマンドでも操作できたことから、疑似的にランダムアクセスのようなこともできた。転送速度2000ボー。年月の経過とともに、テープ送りのピンチローラーが溶ける現象がある。標準価格19,800円。
- ミニフロッピーディスクドライブ (MZ-80BF)

両面倍密度(2D)の2ドライブフロッピードライブ。記憶容量は2ドライブ使用時560KB。インターフェイス、接続ケーブル別売。標準価格298,000円。
接続I/Fの仕様上2S/35シリンダとして動作するMZ-80SFDとドライブユニットが共通部品(YE DATA/YD-274)のため、ドライブ内部に35シリンダー以上にアクセス出来ないようにストッパーが取り付けられていた。
このストッパーを外してDiskUtilityにパッチを当てる事により40シリンダー/320KBとして使用できた。
ドライブ増設用(#3,4)はMZ-80BFK
- ミニフロッピーディスクドライブ (MZ-1F07)

両面倍密度(2D)の2ドライブフロッピードライブ。記憶容量は2ドライブ使用時560KB。インターフェイス、接続ケーブル同梱。標準価格158,000円。
ハードウェアは40シリンダー/320KBの仕様であったが、前述のMZ-80BFとの互換性のため35シリンダー/280KB仕様とされた。
こちらもDiskUtilityにパッチを当てる事により40シリンダー/320KBとして使用できた。
- フロッピーインターフェイス(MZ-1E05)

MZ-1F07のインターフェイス単体での型番。
ボードサイズは汎用のものになっており、MZ-700のFDDインターフェイスも兼用し、MZ-700用のROMソケットがある。
- ミニフロッピーディスクドライブ (MZ-1F02)

2ドライブフロッピードライブのみでの型番。標準価格158,000円。
本来はMZ-3500シリーズ用。
- SRAM メモリカード(MZ-1R12)

MZ汎用で利用可能なI/O空間に接続される32KiBのSRAMカード。起動メニューに表示はないが/キーを押下しながらの起動によって起動デバイスとしても利用可能。内容はバッテリによってバックアップされ、システムを入れておくことも可能。MZ-700以外では内蔵のPROMを無効にして利用する。市販される製品としては珍しくDIPタイプのメモリを二階建てに実装している。標準価格35,000円。
- クイックディスクドライブ (MZ-1F11)

MZ汎用のQDドライブ。インターフェイスはオプション。標準価格24,800円。
- クイックディスクインターフェイス(MZ-1E18)

QD制御用のインターフェイスと、制御ROMを搭載したボード。電源投入もしくは、IPLリセット時に、/キーを押すことで、QDからのブートが可能である。QDモニタは9Z-501M。実際にはモニタとしては実装されていない。
QD-BASICが添付されている。標準価格9,800円。
なお、3インチフロッピーディスクドライブが1983年のマイコンショウでMZ-1F06として、参考出展されているが未発売である。

#### プリンタ
- MZ-1P04専用プリンタインターフェイス(MZ-1E04)
- プリンタインターフェイス(MZ-1E08)

標準価格9,800円。
- 80桁シリアルプリンタ (MZ-1P07)

キャラクターのほか、グラフィックも印字することができた。印字速度は普通文字で120文字/秒。拡大文字・縮小文字・強調文字・アンダーラインも印字できた。複写能力はオリジナル+3枚。インターフェイスはセントロニクス社準拠。標準価格79,800円。
- カラーインクジェットプリンタ (MZ-1P04)

120ドット/インチの高解像度7色カラープリンタ。標準価格228,000円。

#### その他
- 拡張I/Oユニット (MZ-1U01)

MZ-2000用拡張ユニット。補助電源を内蔵しており、MZ汎用サイズのボードが二枚、プリンタ、FDD専用サイズのボードが二枚内蔵可能になっている。標準価格37,000円。
- グラフィックスメモリ(MZ-1R01)

MZ-2000用のグラフィックスメモリの1ページ目。カラー表示のカスタムチップとBlueのプレーン分のグラフィックRAMを装備し、増設用のソケットがつけられている。MZ-2200では相当品が内蔵されている。標準価格39,000円。16ビットボードキットで漢字を表示する場合に必要となる。
- 増設グラフィックRAM(MZ-1R02)

16Kbit(4116(2KiB))DIPタイプのメモリ8個セット。グラフィックRAM1ページ分。MZ-1R01に増設し利用する。標準価格8,000円。
- 増設グラフィックRAM(MZ-1R04)

16Kbit(4116(2KiB))DIPタイプのメモリ16個セット。本来はMZ-3500の1ページ分に該当するオプション。MZ-1R01に増設し利用することが可能。MZ-1R02を二つ買うよりも価格が安く、2ページ分必要な場合には代替製品となった。標準価格12,000円。
- 漢字ROM (MZ-1R13)

16ビットボードキットを使用せずに、漢字を表示するためのフォントが納められたROMボード。I-O DATA製のPIO-3055をアドレス固定で、純正品に転用したもの。BASICからの利用には、別途フロッピー供給の漢字BASIC(MZ-2Z021、標準価格10,000円)が必要。標準価格41,800円。
- 16ビットボードキット (MZ-1M01)/16ビットボード用JIS第一水準漢字ROM(MZ-1R08)

MZ-2000/2200の16ビット化キット。8088の5MHzと128KiByteのメモリを搭載。ドータボードとして、漢字ROMが搭載可能になっており、発売当時、純正オプションとして存在しなかった漢字ROMによる日本語表示を可能としていた。元々この様な拡張を想定した設計ではないため、キーボード下の空間をスピーカーの取り外しなどを行うことで確保し、ボードを搭載する。MZ-2000では、ディスプレイ内蔵ということもあり、電源供給に余裕が無く、拡張スロットを利用せずに利用できるようにするため補助電源を設置時に搭載することになる。Z80は一度ソケットから取り外しの上、MZ-1M01のフラットケーブルにハンダ付けされたZ80と交換する形で接続する事で16ビット環境と8ビット環境のマルチCPUマシンに進化させることができた。その構造上、起動には多段ブートを要した。表示、音声、I/O等、出力にかかわる部分は全てZ80が握っているため、実際の出力結果はZ80側の処理速度にも強く依存する。後から作られた事もあり、Z80側の処理はチューニングされていることから一部の処理についてはZ80よりも速い体感速度を確保できるものの基本的には、全ての出力において相互にCPUで割り込みを掛け、通信する必要があること、並びに、8088が内部16ビットとはいえ、動作クロックが5MHzと処理速度がZ80に対し大きなアドバンテージがないことから、通常の利用においてはZ80単体の時よりも多くのケースで速度は低下する傾向が見られた。漢字ROMについても、8088のメモリ空間に繋がっているフォントデータであり、最終的な出力はZ80を介する必要があると共に、割り当てられたアドレスの都合上連続したメモリ空間の確保が難しいという状況もあった。また、DISK-BASICの発売も純正では行われず、アイビット電子でプログラムの読み書き程度が行えるβ版程度のものが作られただけで終わっていることや、高価であったことも普及には足かせとなった。多くのオプションが継承して利用できる後継機においても、筐体の構造の違いなどから、このボードは利用することができない。CPUがソケットになっていることから、ピン互換であるV20に交換して利用しているユーザもいる。標準価格78,000円。
- マークカードリーダ (MZ-80MCR)

JISカードC6244を使用した集計作業に有用なカード入力装置。OMR方式により、カードに鉛筆でマークする方法によりデータを読みとる。読みとり速度は1分間最大150枚。接続には、マークカードリーダ用I/Oセット(MZ-80MCB、標準価格30,000円)が必要。標準価格198,000円。
- RS-232Cシリアルインターフェイス (MZ-8BIO3)[7]
- GP-IBインターフェイス (MZ-8BIO4)[7]

### サードパーティー製

#### 補助記憶装置
- ミニディスクユニット (LFD-550MZ)

東京電子科学機材製。1ドライブ当たりの記憶容量327.68Kバイト。デュアルドライブ(1台に2ドライブ装備)で、4台まで増設可能。本体に接続するにはフロッピーI/Fカード、接続ケーブルが必要。本体128,000円。
- ディスクドライブ (TFP-200)

問い合わせ先は天昇電子。コントローラーを分離することにより、機種の異なるパソコンで使用できるコンパチブル設計。0.5Mバイトの5インチ両面倍密度FDD×2、JA551ドライブメカ採用。本体95,800円。

#### その他
- ライトペン

デジックより発売。

## ソフトウェア
BASICのみで書かれたソフトウェア、並びに、テキストベースのソフトウェアにおいては、MZ-80Bのソフトウェアの多くも利用可能である。解像度の変更と、グラフィックプレーンの数の違いにより、グラフィック画面についてはローレベルな処理を伴う場合互換性が無い。
表示周りの条件や、記憶装置の条件さえ満たせば、MZ-2000とMZ-2200は同じソフトウェアが動作し、MZ-2200「専用」品はカラー表示を必須とするものである。
パレット機能を内蔵していないため、MZ-2000用のソフトウェアをMZ-2200でカラーCRTを使う場合、1ページのみの場合は青一色での表示になり、複数プレーンでの表示の場合該当するプレーンの色で合成表示される。その為、スクリーンバッファとして複数ページを利用したソフトウェア等では表示画面がサイケデリックなものになったり、複数の色でちらつくような表示になるものもある。
MZ-2200発売後に発売されたソフトウェアによっては、カセットのA面をカラー対応のMZ-2200向け、B面をモノクロ対応のMZ-2000向けといった提供をしたものもあった。

### シャープ純正

#### システムソフトウェア
型番のハイフンの次が1で始まるものはカセットテープ、2で始まるものはフロッピーディスクによる供給である。
その多くがモニタMZ-1Z001Mを含み、標準から拡張されている部分はBASIC本体で直接サポートされるため、データレコーダなしでバイナリを取り扱うことには制限があった。
- BASICインタープリタ (MZ-1Z001)

標準添付のBASIC。パラメータにカラーを指定することができない。
- カラーBASICインタープリタ (MZ-1Z002)

MZ-2000ではオプション。MZ-2200では標準添付となったカラーBASIC。
- 倍精度テープBASIC (MZ-1Z003)

数値演算の有効桁数が標準BASICよりも高いテープベースのBASIC。
- インタープリタPASCAL (MZ-1Z004)

再帰的記述や構造化アルゴリズム設計など標準PASCALの機能のほとんどをもっている。標準価格12,000円。
- システムプログラム (MZ-1Z005)
- マシンランゲージ (MZ-1Z006)
- RS-232C/GP-IBコントロールBASIC (MZ-1Z010)
- 16Bitボード用BASICインタープリタ (MZ-1Z012)
- ディスクBASIC (MZ-2Z001)
- カラーディスクBASIC (MZ-2Z002)
- 倍精度ディスクBASIC (MZ-2Z003)

数値演算の有効桁数が標準BASICよりも高いディスクベースのBASIC。
- F-DOS[8] フロッピーDOS (MZ-2Z004)

CP/Mと同等の機能と操作性を有し、マクロアセンブラを標準装備。標準価格50,000円
- 漢字カラーディスクBASIC (MZ-2Z021)
- QD BASIC (MZ-5Z007)

### サードパーティ製

#### システムソフトウェア
クリーンコンピュータ設計により、サードパーティからもユニークなプログラム言語が提供された。
- キャリーラボ (Carry Lab.)
  - BASE

ベーシックライクな記述が可能なアセンブラ。
  - WICS

コンパイル可能な整数型BASIC。
- デービーソフト (dB-SOFT)
  - dB BASIC

次に挙げるdB I BASIC は整数演算のみであったが、dB BASICは小数演算も可能。擬似的なPCG命令があり、キャラクターデザインを定義し、キャラクター座標単位で表示することができる。標準BASICでは、指定アドレスに値を書き込むPOKE命令によりキーを押したときの音を鳴らすことが実現できるが、dB BASICでは、専用のコマンドが用意されており、鳴らすことができる。dB I BASICと同じサンプルゲームが添付された。
  - dB I BASIC & COMPILER

BASICでプログラミング後、コンパイルすることにより機械語アプリケーションを作成することのできるBASIC。数値演算は整数型であった。サンプルゲームが添付され、プログラミングしなくてもコンパイル作業を実行し、機械語アプリケーションとの実行速度などを比較することができた。ちなみに、コンパイル後のサンプルゲームは、まともなゲームとして遊べないぐらい速い処理速度であった。

- 日本ソフトバンク
  - MZ-LOGO

LOGOは教育用として開発され、作図機能に特徴のあるシステムソフトウエア。座標と移動方向・距離を指定し、そのカーソルの軌跡で図形を描くのが基本。
- ハドソンソフト(HUDSONSOFT)
  - Hu-BASIC

PET系の文法ではなく、Microsoft BASIC系の文法を持つサードパーティー提供のBASIC。
標準ではサポートされない、RAMDISK等のサードパーティーのデバイスや、グラフィックスのタイリングなど、純正のものよりも強力な命令を備えており、その為、ユーザエリアは少なめである。
MZシリーズは歴史的にディスクに記録されるデータ、並びにディスクの裏表が標準では反転して利用されるが、Hu-BASICのDISK版では、ソフトウェア的に反転されており、ディスクに記録されるデータは本来のFDCが記録する形のデータになっているほか、Hu-BASICを標準搭載しているX1とファイルの互換性が確保されている。
ディスクアクセス時のウェイトの不足により、非純正ドライブでは動作不良を起こすロットがあった。

- マイコンシステム企画（スガヤ無線）
  - Super Color BASIC

グラフィック、サウンドを強化したBASICとして開発され、8色であったMZ-2200の表現を、タイリング技法によりグラフィック画面で36色を高速描画できた。サウンドは3重和音を実現。しゃべるインコ程度の発音であったが、パソコンに任意の言葉をしゃべらせることができた。サンプルデモプログラム中では「スーパーカラーベーシック、し・ん・は・つ・ば・い」と喋らせている。

- 不明もしくは未分類
  - EDAS/EDAS FD-SYSTEM

I/Oに掲載されたZ80エディタアセンブラー、後にフロッピーにソースのSAVE/LOADを行う拡張がなされた。
  - BASIC COMPILER

I/Oに掲載されたMZ-1Z001用の整数系BasicCompiler。
  - DISK I/O SYSTEM

I/Oに掲載されたモニターのテープLOAD/SAVEサブルーチンをフロッピーアクセス機能に変更するシステム。フリーエリアに影響を出さずにスタックエリア後方の256バイトの空間へコンパクトに納められた。
  - S-OS "MACE" 並びに "SWORD"

『Oh!MZ』に掲載され、主にZ80系CPUを使用したパーソナルコンピュータで共通のバイナリを動作させる試みの一つ。
MZ-2000/2200では、CMT(MZ、X1フォーマット)が"MACE"で。FDDが"SWORD"でサポートされ、後にQDをサポートするSWORDも別途掲載された。
グラフィックスVRAMは拡張ワークエリアとして利用可能。同システムとしてはX1と共にスタンダードな仕様。
テキストVRAMの構造が単純であったため、他の機種よりも表示は高速であった。
  - TAKE-DOS

MZ-1Z001にディスクI/Oを追加したファイラ。
84トラックまで利用するオーバートラックがサポートされていた。

#### ゲーム
- SPS
  - ポーラースターII

同機で珍しくキーボード割り込みを利用しているソフトウェア。奥方向に対し進行するシューティングゲームであり、プレーンごとに扱うことで重ね合わせ処理の低減を行い、地上のスクロールは縦方向に対するソフトウェア的な拡大によって表現されている。
  - ぐるっぺ

ソフトウェアによる三重和音を実現している。フロッピー版はX1、PC-88、MZ-2000/2200兼用のハイブリッドメディアになっている。

- エニックス (ENIX)
  - ドアドア

当時の人気があったゲームであるドアドアも移植されている。MZ-2000版であるため、グラフィックスプレーンは1ページを前提としており単色である。

- キャリーラボ (Carry Lab.)
  - 大脱走

タイリングによる中間色を用いたグラフィックで、クォータービューを採用したゲーム画面。「集まれ」「散れ」と画面表示に加え、イントネーションを模したサウンドが特徴。
  - JELDA

ワイヤーフレームで描画されるシューティングゲーム。システム的にはゼビウスに似ており、地上物と空中物を打ち分ける。ゲーム中のBGMは無いが、タイトルではソフトウェア合成によって3重和音で曲が再生される。
  - JELDA II

前後方向だけではなく、3Dに移動可能になったJELDA。それに伴い、画面下部にレーダーが三つ新設された。ゲーム中のBGMこそ無いものの、タイトル曲では和音を。ゲームのステージクリア時には内蔵音源のみでノイズ発声を実現している。
  - ハイドライド

MZ-2200向けのソフトウェアの発売がほぼ無くなってから、キャリーラボによる移植で発売された。PC-88版のほぼベタ移植。カラー、グリーンディスプレイに両対応し、カラー版はテキストVRAMをワークエリアとして利用するため、ランダムな文字列がグリーンディスプレイに表示される。グリーンディスプレイではテキストエリアではなくグラフィックスプレーンの3ページ目をワークエリアとして利用しているため、グリーンディスプレイであってもグラフィックスVRAMの増設が必要。

- T&Eソフト(T&ESOFT)
  - ハイドライドII

ハイドライドの続編。MZ-2500の発売を受け、同機がMZ-2000/2200モードを持っており、移植元のハードウェアとの性能差が無いことから、5.25インチ、3.5インチフロッピーメディアで発売された。
基本的にはPC-88版のベタ移植であり、スペルのミスなどの修正はないが、地下帝国へのパスワード、広告に明記が無いグリーンディスプレイへの対応などが異なる。
販売元は本家であるT&Eソフトだが、移植作業自体は前作と同じく、キャリーラボが行っている。

- テクノソフト (TECNOSOFT)
  - プラズマライン

黎明期にありながらポリゴンによる描画で実現した3Dレースゲーム。基本的な物体は直方体で形成されるが、隕石などは光源演算を含んだ描画になっている。

- 電波新聞社 (namco)
  - パックマン

ナムコの同名ゲームの移植版。BASICと、バイナリ部分に分かれており、タイトルと読み込み、スタート部分はBASICで記述されている。コーヒーブレイクなどのフィーチャーは省略された。移植を担当したのは多部田 俊雄

- ニデコ
  - ちゃっくんぽっぷ

TAITOの同名ゲームの移植版。
ソフトウェアによる3重和音、減衰を実現し、発声ルーチンを一定タイミングで呼び出すことでゲーム中にBGMも鳴らしている。
  - ビクトリアスナイン

フロッピー版はX1とのハイブリッド構成になっている。PSGの機種では審判の判定を1bitサンプリングで発声するが、MZではイントネーションを模した効果音が鳴る。

- ハドソンソフト(HUDSONSOFT)
  - マリオブラザーズ スペシャル

キャラクターこそマリオではあるものの、ジャンプ、ギミックのある床を除けば別ゲームである。
天井に設定されたレバーを操作し脱出するものになっている。

- マイクロキャビン (MICRO CABIN)
  - MYSTERY HOUSE II

家の中にある宝物を探し出し、家から持って出ることを目的としたゲーム。モノクロの線画で室内が描かれる。コマンドは全て基本的な英単語で行う。カセットに付属の説明書のほかにヒント集があり、マイクロキャビンに切手同封で請求することができた。MZ-2000版であるため、モノクロ表示である。

- マイクロネット (Micronet)
  - フリッキー

処理速度の都合から、オブジェクトと、足場を除く背景は無く、BGMも省略されている。
  - HARVEST

階段によって繋がったフロアに散らばる果物を時間内に全て集めるとクリア。ステージには動きにクセのある虫が追いかけてくるので、ジャンプしたり階段で撒いたりして逃れる。ステージによっては、ブランコやエレベーターなども出てくる。捕まったり、フロアから落ちたりするとミス(失敗)となり、主人公が「あれっ？」としゃべった。MZ-2200はBGM機能がないが、サウンドを細切れに出力することでBGMのように鳴らした。

- Silver Ball Software

同社のゲームはサウンドポートに対して楽音ではなく波形を流し込むことで独特の音響を実現していた。
また、書き込まれたグラフィックスや移動単位の細かさも同世代のゲームにしては異色であった。
- - Underground City
  - DAWN PATROL

#### その他
- 久留米マイコンセンター
  - 簡漢

漢字ROM、フロッピーディスクドライブ、漢字プリンター不要の日本語ワープロソフト。新聞紙面の漢字カバー率99%以上と自称している。仕様・使用条件が若干異なるがX1版も発売された。9,800円。
- キャリーラボ
  - JET2000/JET2200A

ワープロソフト。漢字ROMにも対応している他、フロッピーに収録されたフォントを利用した日本語表示が可能。
  - カラーテキストモニター

テキスト表示をグラフィック画面に描画する事で文字単位でカラー表示に対応させる機能拡張。
- マイコンセンターウエノ
  - 日本語エラーメッセージ

純正BASICでエラー発生時にエラーコードのみ表示される物をエラーメッセージ（カナもしくは英文）を表示させる機能拡張。

## 関連書籍・雑誌

### 書籍
- 『MZ-2200 HuBASIC』（著者：戸川隼人、発行：サイエンス社、1983年）
- 『MZ-2200・2000・80B・K・C おもしろゲームランド』（著者：エニックス、発行：学研、1984年）
- 『MZ-2000・2200ゲーム・ライブラリー 遊びながら覚えるプログラミング・テクニック』（著者：SMCマイコンプロ、発行：新星出版社、1983年）
- 『MZ-2000活用研究―実践プログラム集』（1983年）
- 『MZ110番 シャープ MZ-1500/700/2200/2000シリーズ編』（発行：ラジオ技術社、1985年）
- 『MZプログラム大全集』(発行：電波新聞社)
- 『ズバリわかる! BASIC クリーン・コンピューター シャープMZ-2000,MZ-2200』（著者：館野哲哉、発行：誠文堂新光社、1984年）
- 『ズバリわかる! BASIC シャープMZ-2000,MZ-2200』(著者：館野哲哉、発行：誠文堂新光社、1983年
- 『楽しく学ぶパソコンBASIC』（編著者：パソコンジャーナル編集部、発行：新紀元社、1983年）

本書のサブタイトルは「MZ-2200/2000を使って」。テレビ番組「パソコンサンデー」のテキストとして、レッスン内容を25にわけて「パソコンのスイッチを入れるところから、プログラムをBASICで組めるようになるまで解説」(同書より引用)。巻末には、キーボードやデータレコーダーのイラストがあり、パソコンを持っていない読者にも、キー操作の練習などができるよう配慮があった。
- 『マシン語でゲームを作る本』（著者：前田光男、発行：技術評論社、1983年）

本書のサブタイトルは「ダメ男君と先生のマン・ツー・マン学習」。Z80マシン語(機械語)プログラムで、簡単なゲームプログラムを作成することを目的に、ダメ男君と先生の会話形式で解説している。

### 雑誌
- 『MZ APPLICATION』(発行：シャープ)

機種別、目的別に、ソフトウエアとハードウエアを満載したガイドブック。MZ取扱店で販売されていた。
- 『Oh!MZ』(発行：日本ソフトバンク)

MZシリーズの情報専門誌として発行された月刊誌。MZ-2200が発売された年に発売されたX1シリーズや、X68000シリーズがMZシリーズより普及したことから、後に誌名を『Oh!X』に変更した。1995年12月号をもって休刊し、それ以後はムックとして数巻発行している。1983年頃の定価は480円。
- 『マイコンBASICマガジン』(発行：電波新聞社)

読者が自作プログラムを投稿し、それを機種別に掲載した月刊誌。MZ-2200を含めMZシリーズの掲載は、NECのPCシリーズのプログラムと比べて多くなかったが、読者が工夫を凝らし、MZシリーズに移植したプログラムも移植版として掲載された。2003年5月号をもって休刊した。1983年頃の特別定価(別冊付録があったため)は350円。